# Фишер, Абрам Яковлевич
Абрам Яковлевич Фи́шер (1910—1969) — советский инженер, организатор промышленного производства.

## Биография
В 1934 году окончил высшие технические курсы Ленинградского военно-механического института.
С 1939 года — главный технолог Ижевского машиностроительного завода.
В 1944—1946 годах — главный инженер Ижевского механического завода (завода № 622).
Один из участников создания винтовки системы Мосина.
В 1946—1959 главный инженер Ижевского машиностроительного завода.
С сентября 1959 по июнь 1965 года первый директор Ижевского научно-исследовательского технологического института «Прогресс».
В 1956—1958 годах первый зав. кафедрой «Экономика промышленности и организации производства» ИМИ.
Дочь — Людмила Абрамовна Борисова, пианистка и концертмейстер

## Награды и премии
- Заслуженный деятель науки и техники РСФСР (1941)
- Сталинская премия третьей степени (1946) — за коренное усовершенствование технологии и организацию высокопроизводительного поточного метода производства стрелкового вооружения, обеспечившего резкое увеличение выпуска продукции при значительном снижении себестоимости и сокращении потребности в рабочей силе
- Орден Ленина — Указом Президиума Верховного Совета СССР «О награждении орденами и медалями работников ордена Ленина завода № 74 Народного комиссариата вооружения» от 5 января 1944 года «за выдающиеся заслуги в деле освоения новых видов авиационного и стрелкового вооружения и образцовое выполнение заданий Государственного комитета обороны по увеличению выпуска вооружения для фронта»[1].